# ۱۳۸۹ (قمری)
۱۳۸۹ (قمری)، هزار و سیصد و هشتاد و نهمین سال در گاهشماری هجری قمری است. اول محرم این سال برابر با بیستم مارس سال ۱۹۶۹ میلادی است.

## وابسته
- آقابزرگ تهرانی